# Djinda
Djinda ist ein Ort in der Präfektur Basse-Kotto in der Zentralafrikanischen Republik.

## Geographie
Der Ort liegt etwa 1,5 km nordwestlich von Mingala am Fluss Kotto. Südwestlich schließt sich Zoula an.

## Klima
Das Klima entspricht dem der immerfeuchten Tropen.